# Pendro
Pendro (Koerdisch: پێندرۆ, Pêndro) is een Koerdisch dorp in de Koerdische Autonome Regio, gelegen in de Iraakse provincie Erbil, dicht bij de grens met Turkije. Het ligt ongeveer 15-18 km ten noorden van Barzan. De plaats heeft ruim 2540 inwoners.